# Epitola urania
Epitola urania е вид пеперуда от семейство Синевки (Lycaenidae). Видът не е застрашен от изчезване.

## Разпространение и местообитание
Разпространен е в Ангола, Габон, Гана, Демократична република Конго, Камерун, Кот д'Ивоар, Либерия, Нигерия, Сиера Леоне, Того, Уганда и Централноафриканска република.
Обитава гористи местности, крайбрежия и плажове.